# Host card emulation
"Host Card Emulation" (HCE) Emulación de tarjeta host es la presentación de una representación virtual y exacta de una tarjeta inteligente utilizando solamente software. Hasta ahora las transacciones  NFC  se llevaron a cabo principalmente mediante el enfoque Secure Element. Recientemente se han realizado varios lanzamientos de sistemas operativos móviles tales como BlackBerry 10 o Android 4.4 que permiten emular una tarjeta (Host Card Emulation) abriendo nuevas posibilidades para transacciones seguras basadas en NFC. Los posibles usos podrían ser pagos, programas de fidelización, tarjetas de acceso, tarjetas de transporte, y otros servicios personalizados.
Cualquier aplicación en un dispositivo con sistema operativo BlackBerry 10 o Android 4.4 puede emular una tarjeta inteligente de NFC, permitiendo a los usuarios iniciar operaciones con una aplicación de su elección. Las aplicaciones también pueden utilizar un nuevo modo de lectura con el objeto de actuar como lectores de tarjetas de HCE y otras transacciones basadas en NFC.
NFC se ha enfrentado a problemas de adopción debido a la falta de infraestructura (terminales) y el enfoque elemento seguro no permitir que jugadores como operar libremente. HCE permite lo siguiente: se reduce la brecha entre los comerciantes y la emisión de tarjetas, trae el tema de bucle cerrado y sin contacto en el foco, y más tácticamente - permite un escenario de implementación sencilla que no requiere de ellos para cambiar el software dentro de la terminal.

## Historia
El Dr. Chandra Patni fue el primero en mostrar una transacción mediante HCE en diciembre del 2011; en el WIMA de San Francisco, el Dr Patni demostró como a través de un teléfono inteligente se podía pagar una tarjeta Mastercad mediante NFC.
El término "host card emulation" (HCE) fue acuñado en 2012 por Doug Yeager y Ted Fifelski, fundadores de Simply Tapp Inc., describiendo la habilidad de realizar transacciones con tarjetas inteligentes, operados a control remoto. Ellos implementaron esta nueva tecnología en el sistema operativo de Android mientras tanto RIM había desarrollado una funcionalidad similar llamada "virtual target emulation" la cual supuestamente estaba disponible en el Blackberry Bold 9900 a través del sistema operativo BB7. 
Antes de acuñar el término, la emulación de tarjeta solo existía en el espacio físico; en otras palabras, solo se podía replicar una tarjeta segura con otro hardware seguro alojado por lo general dentro de la carcasa de un teléfono inteligente.
Después de la adquisición del HCE por Android, Google tenía la esperanza de incluirlo en el más grande sistema operativo de celulares del mundo, el cual ocupaba el 80% en ese entonces. Para tal fin, ofrecería al ecosistema de pagos de Android la oportunidad de crecer más rápidamente mientras que implementaba su Google Wallet más fácilmente en el ecosistema de operadores de redes móviles.  
Sin embargo, aun con la inclusión del HCE en Android 4.4, los bancos todavía necesitaban las principales redes de tarjetas para mantener los HCE. Luego de cuatro meses, en el Mobile World Congress de 2014, Visa & MasterCard hicieron pública su intención de brindar soporte a la tecnología HCE.
El 18 de diciembre del 2014, pocos meses después de que Visa y MasterCard anunciasen un soporte al HCE, el Royal Bank of Canada (RBC) se convirtió en la primera institución financiera de Norte América en presentar una implantación comercial usando la tecnología HCE.
En vista a la adopción mundial de las HCE, algunas compañías ofrecieron implementar modificaciones enfocadas en ayudar a mejorar la seguridad del canal de comunicación de las HCE, una de esas implementaciones fue la tecnología HCE+.

## Implementación
HCE es la capacidad para Near Field Communication de transferir información entre un terminal con NFC y una aplicación de dispositivo móvil configurado para actuar o pretender emular las respuestas funcionales de una tarjeta NFC. HCE requiere que el protocolo NFC se encamine al sistema operativo principal del dispositivo móvil en lugar de encaminar a elemento seguro del hardware basado Secure chip de Element (SE) configurado para responder solamente como una tarjeta, sin otra funcionalidad.
Con HCE, cualquier aplicación en un dispositivo Android 4.4 puede emular una tarjeta inteligente de NFC, lo que permite a los usuarios iniciar operaciones con la aplicación que elijan. Las aplicaciones también pueden utilizar un nuevo modo de lectura a fin de actuar como lectores de tarjetas de HCE y otras transacciones basadas en NFC.

## Usos
HCE se puede utilizar para realizar transacciones entre los dispositivos móviles y otros dispositivos con credencial de adquisición. Entre estos dispositivos se incluyen otros dispositivos móviles, terminales sin contacto en el punto de venta, torniquetes de tránsito u otros paneles táctiles de control de acceso.